# Goethe-Institut
Goethe-Institut (nazwa spolszczona: Instytut Goethego) – instytucja kultury działająca na zlecenie Ministerstwa Spraw Zagranicznych Republiki Federalnej Niemiec jako organizacja pożytku publicznego, z centralą w Monachium, nosząca imię wybitnego niemieckiego poety Johanna Wolfganga von Goethego (1749–1832).
Celem założonej w 1951 roku instytucji jest popularyzacja języka niemieckiego, wspieranie międzynarodowej współpracy kulturalnej, jak również prezentowanie nowoczesnego obrazu Niemiec. Pierwsza placówka powstała w Atenach w 1952 roku. Obecnie Goethe-Institut posiada 151 placówek i 12 biur kontaktowych w 98 państwach.

## Działalność i cele

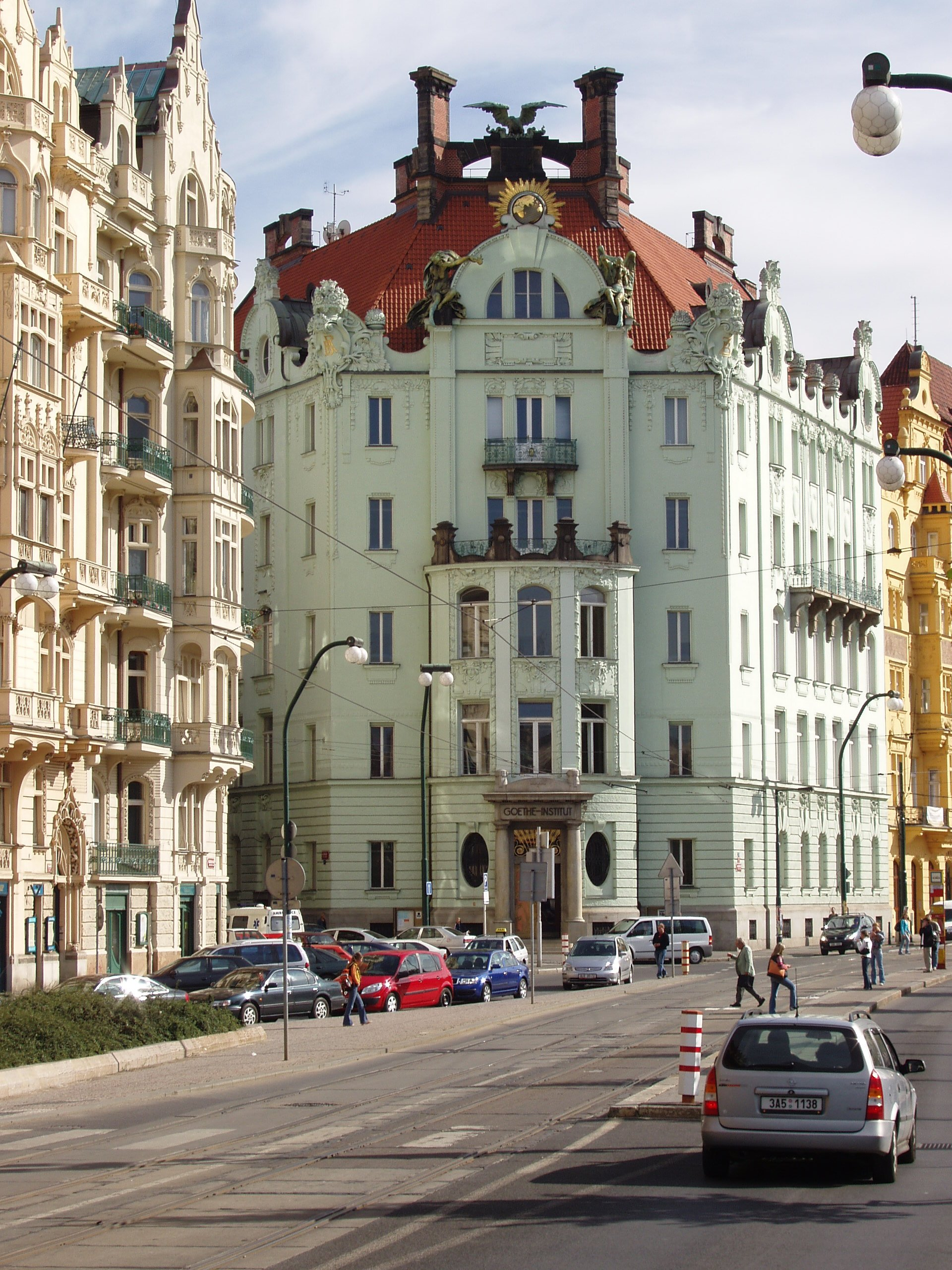
Goethe-Institut w Pradze

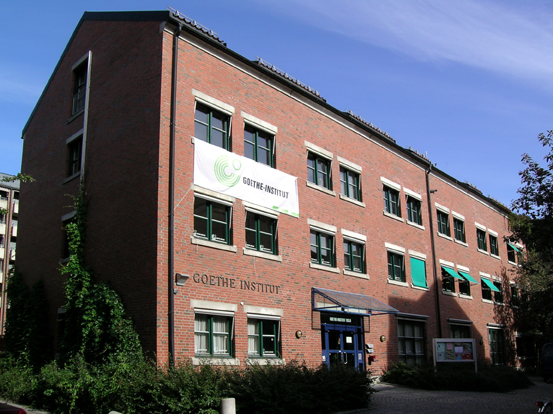
Goethe-Institut w Oslo

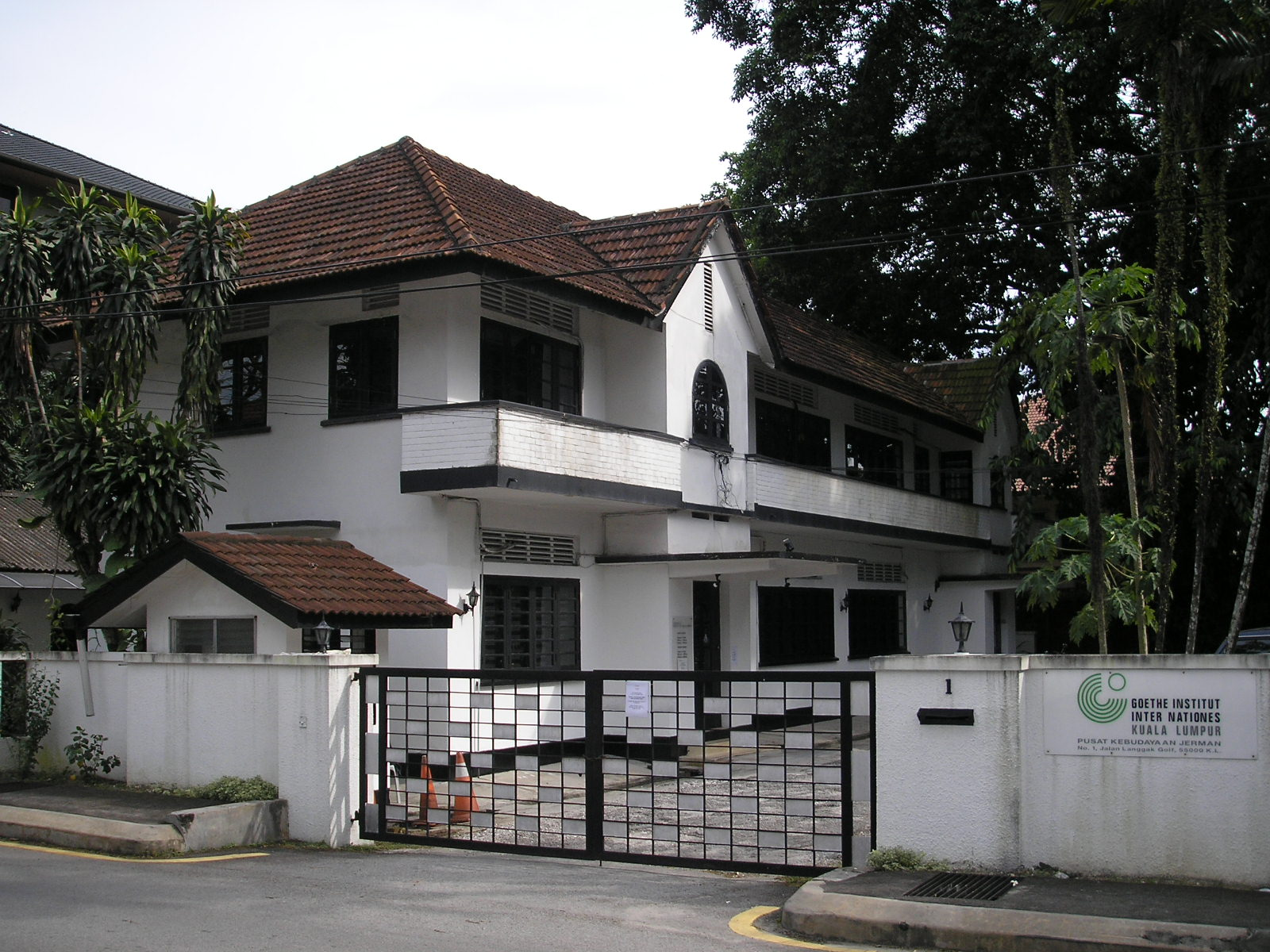
Goethe-Institut w Kuala Lumpur

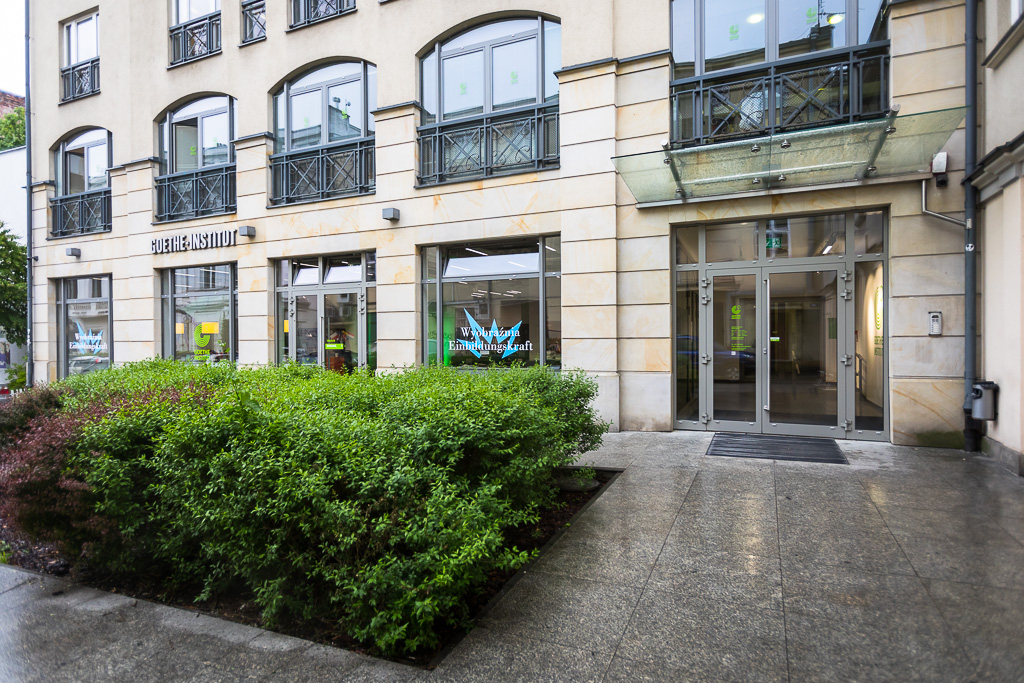
Instytut Goethego w Warszawie

### Nauczanie języka niemieckiego
Jednym z głównych celów działalności Goethe-Institut jest kształcenie w zakresie języka niemieckiego. We wszystkich placówkach na całym świecie regularnie oferowane są kursy języka niemieckiego, po ukończeniu których można zdawać egzamin na międzynarodowy certyfikat językowy. Program kursów dostosowany jest do ujednoliconych poziomów biegłości opisanych w Europejskim Systemie Opisu Kształcenia Językowego (A1, A2, B1, B2, C1, C2).
Ponadto Goethe-Institut oferuje możliwość doskonalenia zawodowego dla nauczycieli języka niemieckiego za granicą. Współpracuje z państwowymi instytucjami ich doszkalającymi, wydziałami germanistyki na uczelniach, stowarzyszeniami nauczycielskimi. Często wspólnie z nimi organizuje konferencje, seminaria, a także projekty popularyzujące język niemiecki bezpośrednio w szkołach i przedszkolach.

### Kultura
Obok popularyzacji języka niemieckiego kolejnym celem działalności tej organizacji jest wspieranie międzynarodowej współpracy kulturalnej, przede wszystkim w dziedzinie architektury, sztuk plastycznych, wzornictwa i mody, literatury, muzyki, filmu, teatru, tańca i wystaw. Placówki Goethe-Institut współpracują na zasadach partnerskich z instytucjami w kraju gospodarza, organizując imprezy kulturalne, uczestnicząc w festiwalach.

### Biblioteka i informacja
Trzecim istotnym zadaniem instytucji jest pokazywanie współczesnych Niemiec, dlatego wiele z nich posiada biblioteki, w których znaleźć można informacje o ważnych toczących się w Niemczech dyskusjach i tendencjach. Oferta bibliotek obejmuje korzystanie z Internetu, wypożyczanie książek, płyt CD, filmów, umożliwia również dostęp do wybranych baz danych oraz aktualnych gazet i czasopism. Niemieckojęzyczne zbiory posiadają także biblioteki partnerskie działające przede wszystkim w Europie Środkowej i Wschodniej.

## Historia
Pierwszy Goethe-Institut założono w 1952 roku w miejsce Akademii Niemieckiej (DA). Początkowo instytut koncentrował swoje działania na szkoleniach dla nauczycieli języka niemieckiego w innych krajach. Z początkiem lat 60. z inicjatywy dyrektora Departamentu Kultury Ministerstwa Spraw Zagranicznych, Dietera Saltera, do instytutu przyłączono inne niemieckie organizacje kulturalne i z biegiem czasu idea sieci instytutów na całym świecie coraz bardziej się urzeczywistniła. Tym samym instytut stopniowo przejmował rolę centralnej niemieckiej instytucji wymiany kulturalnej za granicą. Podczas ery Brandta, na początku lat 70. partnerska współpraca na rzecz kultury stała się trzecim filarem niemieckiej polityki zagranicznej, a zarazem podstawą pracy placówek Instytutu Goethego na całym świecie. W 1976 r. Goethe-Institut i Auswärtiges Amt podpisały umowę ramową, na mocy której Republika Federalna Niemiec wspiera instytut, choć jednocześnie pozostaje on niezależną organizacją kulturalną.
Po upadku żelaznej kurtyny Goethe-Institut otworzył wiele nowych oddziałów we wschodniej Europie; w 1988 w Budapeszcie, w 1990 w warszawskim Pałacu Kultury i Nauki, w 1992 w Krakowie.
W 2001 r. Goethe-Institut połączył się z niemiecką organizacją Inter Nationes. Instytucja ta, założona w 1952, skupiała swoją działalność przede wszystkim na kulturalnej, społecznej i politycznej komunikacji Niemiec z zagranicą w obszarze mediów. Od czasu tego połączenia Goethe-Institut jest największą niemiecką organizacją wymiany kulturalnej za granicą.